# Scooby-Doo i Kiss: Straszenie na scenie
Scooby-Doo i Kiss: Straszenie na scenie (ang. Scooby-Doo! and Kiss: Rock and Roll Mystery) – 29. film animowany i 24. pełnometrażowy film z serii Scooby Doo z roku 2015. Następca filmu Scooby-Doo!: Pora księżycowego potwora.

## Wersja polska
Dystrybucja na terenie Polski: Galapagos Films

Wersja polska: Master Film

Reżyseria: Agata Gawrońska-Bauman

Dialogi: Antonina Kasprzak

Dźwięk: Aneta Falana

Montaż: Aneta Falana

Kierownictwo produkcji: Katarzyna Fijałkowska
Wystąpili:
- Ryszard Olesiński – Scooby Doo
- Jacek Bończyk – Kudłaty
- Agata Gawrońska-Bauman – Velma
- Beata Jankowska-Tzimas – Daphne
- Jacek Kopczyński – Fred
- Tomasz Błasiak – Chip McGhoo
- Tomasz Borkowski – Catman
- Wojciech Chorąży – Starchild
- Adam Fidusiewicz – Demon
- Elżbieta Gaertner – Nestorka
- Joanna Jeżewska – Chikara
- Julia Kołakowska-Bytner – Shandi Strutter
- Miłogost Reczek – Destruktor, Spiker
- Jakub Szydłowski – Spaceman
- Brygida Turowska – Wiedźma, Delilah Domino
- Krzysztof Zakrzewski – Manny Goldman

## Piosenki
Wszystkie utwory śpiewane przez zespół KISS oraz piosenka wykonana dla filmu „Do not Touch My Ascot”.
- „Do not Touch My Ascot”
- „Rock and Roll All Nite”
- „Love Gun”
- „Shout It Out Loud”
- „I Was Made for Lovin’ You”
- „Detroit Rock City”
- „Modern Day Delilah”